# الی احد
اُلی احد (ح. 1928 –۲۰ اکتبر ۲۰۱۲) از سیاستمداران اهل بنگلادش و فعال جنبش زبان بود. او از برندگان جایزه روز استقلال در سال ۲۰۰۴ بود و این جایزه را از حکومت بنگلادش دریافت کرد.

## فعالیت‌ها
از ۴ ژانویهٔ ۱۹۴۸ احد از مؤسسان حزب چهارا در پاکستان شرقی بود. او همچنین از بایان حزبی به نام گاناتانتریک جوبا بود. بعدتر در سال ۱۹۵۷ به حزب ملی عوامی (NAP) پیوست.

## زندگی شخصی
او با رشیده بیگم، زنی آکادمیک، ازدواج کرد و تنها یک دختر داشت.

## میراث
در شهر داکا، جاده شماره ۴ را به افتخار او در ۲۷ فوریه ۲۰۰۷ نامگذاری کردند.